# Škoda 28T
Škoda 28T (торгова назва ForCity Classic) — трамвай, серії Škoda ForCity, що випускався у 2013–2015 роках на заводі Škoda Transportation у Пльзені. 
Трамваї цього типу були замовлені турецьким містом Конья для своєї трамвайної мережі.

## Дизайн
Škoda 28T походить від трамвая 26T, виробленого для трамвайної мережі Мішкольцу. 28T — повністю низькопідлоговий двонаправлений п’ятисекційний трамвай 
, 
з трьома двовісними візками, крайні є рушійними, а середні — підтримувальні. 
Кожна вісь у ведучих візках приводиться в рух одним двигуном потужністю 100 кВт. 
З обох боків трамвая по шість дверей, у зовнішніх секціях — дві одностулкових, у середніх — дві двостулкових 
. 
Зовнішній вигляд трамваю розробила чеська компанія Aufeer Design. 
Завдяки автозчепкам трамваї можуть об’єднуватися у двовагонні потяги. 
Трамвай має посилену конструкцію і пристосований для роботи під землею (в Коньї є трамвайний тунель довжиною 4,5 км). 
Використовувалися матеріали підвищеної вогнестійкості 
..
У трамваї можуть проїхати максимум 364 пасажири 
. 
Трамваї обладнані Wi-Fi 
  
та кондиціонерами в кабіні водія та пасажирському салоні 
.

## Поставки
| Країна              | Місто               | Роки поставок       | Кіл-сть | Номери рухомого складу | Примітки                              |       |
| ------------------- | ------------------- | ------------------- | ------- | ---------------------- | ------------------------------------- | ----- |
| Туреччина           | Коньї               | 2013                | 2       | 4201, 4202             |                                       | [ 4 ] |
| Туреччина           | Коньї               | 2014                | 58      | 4203–4260              |                                       | [ 4 ] |
| Туреччина           | Коньї               | 2015                | 12      | 4261–4272              | тип 28Т2; з допоміжними акумуляторами | [ 5 ] |
| Загальна кількість: | Загальна кількість: | Загальна кількість: | 72      |                        |                                       |       |

На початку 2013 року «Škoda Transportation» виграла тендер з Type 28T, в якому взяли участь п'ять виробників. 
Контракт передбачав поставку 60 трамваїв 28T до Коньї вартістю понад 2,6 мільярда чеських крон 
.
29 жовтня 2013 року перший трамвай цього типу (пізніше отримав номер 4201) був представлений публіці в Коньї. 
Невдовзі після цього вагон пройшов тестові рейси. 
. 
Другий вагон № 4202 було доставлено в Конью в грудні 2013 року, а 18 лютого 2014 року обидва трамваї були запущені в регулярні рейси 
. 
До кінця 2014 року в Конью було поставлено 50 трамваїв, а решта 10 — на початку 2015 року 

У травні 2014 року місто Конья замовило ще 12 трамваїв, які були обладнані допоміжними акумуляторами, що дозволяють трамваю рухатися на дільницях без контактної мережі (тип 28T2 
). 
Ці трамваї мають літій-титанові акумулятори, розміщені на даху 

і заряджаються за допомогою пантографа 
. 
На одному заряді трамвай може проїхати 3 км 
, 
а під час випробувань він досяг 20 км 
, 
тоді як довжина дільниці трамвайної системи в Коньї без електроенергії становить 1,8 км. 
Загалом було закуплено 72 трамваї на 3,4 млрд чеських крон 
. 
Трамвай № 4263 пройшов випробування у травні та червні 2015 року в Плзені, де він отримав тимчасовий номер 119 
. 
Поставки всіх вагонів з допоміжними акумуляторами були завершені влітку 2015 року 